# سستی

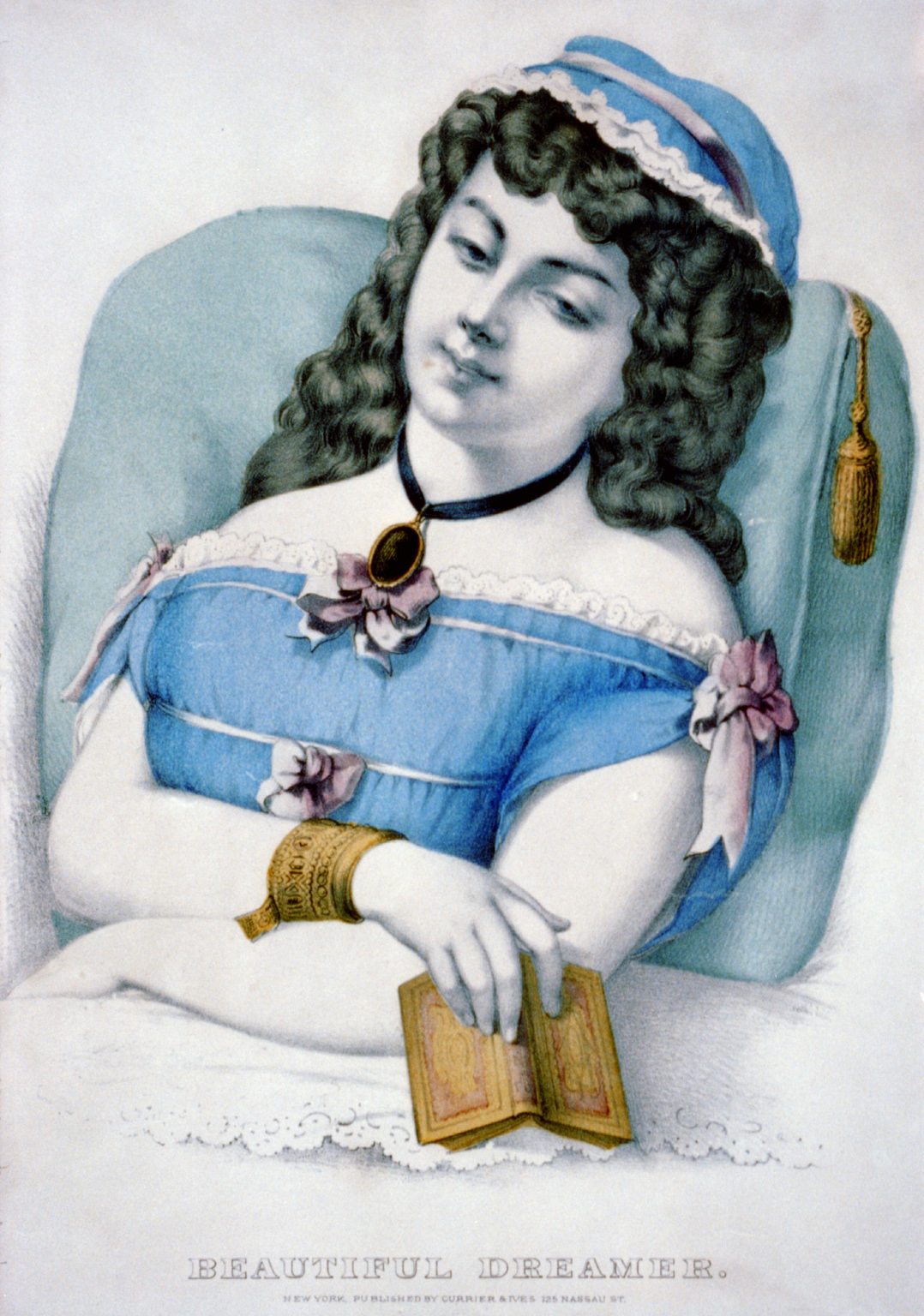
سستی عضلات انگشتان دست با توجه به عدم توانایی در نگهداشتن کتابچه، مشهود است.

سستی ماهیچه یا ضعف عضلانی (به انگلیسی: Muscular weakness) به معنی کاهش قدرت عضلانی، بی‌حالی، کسالت و خستگی است. خستگی برخلاف ضعف عضلانی معمولاً با استراحت رفع می‌شود.

## علل
علل مختلفی می‌تواند موجب سستی ماهیچه شود. از جمله علل ضعف واقعی و مزمن عضلات بیماری‌های عضلانی مانند دیستروفی ماهیچه‌ای، میوپاتی، بیماریهای محل تماس عصبی-ماهیچه‌ای مانند میاستنی گراویس هستند. سایر علل مانند سندرم خستگی مزمن، سوء تغذیه، نزاری و فلج اطفال می‌باشند.
بیماری‌های سیستمیک عفونی مانند آنفلوانزا نیز می‌توانند به‌طور موقت باعث سستی ماهیچه شوند. افسردگی، افت قند یا فشار خون، هایپرکلسمی و هیپوکالمی از سایر علل ضعف عضلات هستند. فعالیت ورزشی شدید با ایجاد تجمع اسید لاکتیک در عضلات موجب ضعف فیزیولوژیک می‌شود. ضعف عضلانی گاه مربوط به یک عضله خاص است مانند ضعف عضله بالا برنده پلک که موجب پتوز می‌شود.